# Karlite
La karlite è un minerale.